# グレース・アディヒアンボ
グレース・アディヒアンボ（Grace Adhiambo、1998年3月16日 - ）は、ケニアの女子ラグビー選手。

## プロフィール
- ケニア・ナクル出身。
- 身長 165cm、体重 70kg

## 略歴
2021年、東京五輪の7人制女子ケニア代表に選ばれた。